# Can Balasc (Collserola)
Can Balasc és una masia de les Planes (Barcelona), inclosa a l'Inventari del Patrimoni Arquitectònic de Catalunya.

## Història
Sembla que es compongué dels masos Balenyà i Oriol. El cognom Balasch apareix en aquest indret el 1562 amb motiu del matrimoni entre Magí Balasc i Caterina Balenyà. El 1593, l'hereu del matrimoni, Francesc Balasch i Balenyà, en va fer donació al seu germà Pau, que més tard el cediria al seu fill.
El 1814, encara hi vivia un tal Josep Balasch, que fou alcalde de Sarrià, casat amb Emília Solà. L'últim masover n'era Diego Segura i avui la finca és de propietat municipal. L'anterior propietari es deia Josep Valero i Feliu.
Actualment és la seu de l'Estació Biològica del Parc de Collserola i del Mòdul de Recuperació de la fauna salvatge. Va ser rehabilitada entre els anys 1994 i 2000.

## Descripció
De planta rectangular, consta planta baixa, pis, i golfes amb tres finestrals i arquets, i teulada a dues vessants.
La façana central té un portal adovellat, finestral d'estil gòtic i altres obertures normals. En un dels laterals hi ha una altra casa de dimensions més reduïdes, que segurament en fou la masoveria, amb teulades a dos vessants i actualment dedicada a granja.